# Colle della Forcola
Il Colle della Forcola (2460 m), o semplicemente Colle Forcola, è un passo non automobilistico che collega la bassa Valle di Susa alla Val di Viù in Piemonte, di interesse escursionistico e scialpinistico.

## Storia

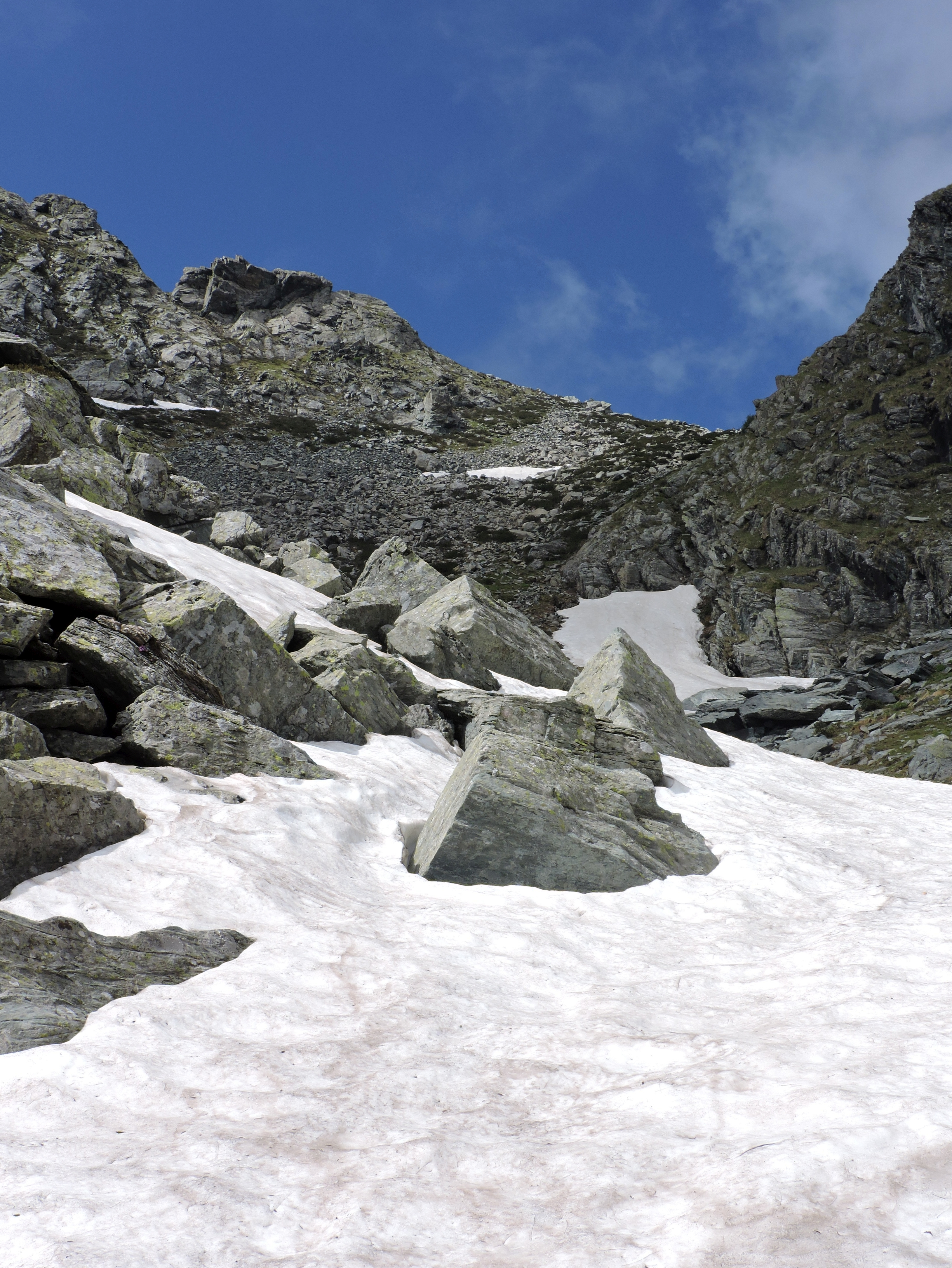
Il valico a inizio estate

Come tutti i valichi alpini tra valli parallele era in passato molto usato, ma oggi il sentiero di valle sul lato condovese è quasi sparito, mentre rimangono tracce di quelli di cresta su entrambe le valli.

## Orografia
Secondo la classificazione orografica SOIUSA il colle è nelle Alpi Graie, Sottosezione Alpi di Lanzo e dell'Alta Moriana, Supergruppo Catena Rocciamelone-Charbonnel, Gruppo del Rocciamelone, Sottogruppo Cresta Lunella-Arpone (Cod. SOIUSA I/B-7. I-A.2.b).
Il colle separa la Punta Lunella (ovest) dalla Rocca Maritano (est).

## Itinerari
Sul versante della Val Susa, è possibile raggiungere il colle in due modi: il primo, su sentiero di cresta di livello EE, seguendo la dorsale Rocca Patanua / Punta Lunella e poi discendendo al colle dal quest'ultima. Il secondo invece risale il vallone del Rio Colombere, ma il sentiero nell'ultimo tratto dall'Alpe Praburet è sparito.
Dal versante della Val Viù è praticabile l'itinerario che risale la dorsale della Cima Lusera fino alla Punta Lunella e nuovamente discesa al colle. Oppure direttamente per la dorsale del Colle delle Lance e del Pala Rusà. Altrimenti è possibile risalire il vallone sopra Pian Fuma e puntare diretti al colle.